# Sushma Swaraj
Sushma Swaraj (estado de Haryana, 14 de febrero de 1952-6 de agosto de 2019) fue una política india. Lideresa y presidente del Partido Popular Indio, se desempeñó como  ministra de asuntos exteriores de India desde el 26 de mayo de 2014, siendo la segunda mujer en ocupar el cargo tras Indira Gandhi.
Inició su carrera como abogada de la Corte Suprema, tras estudiar derecho en la Universidad del Punjab.
Fue elegida siete veces como miembro del Parlamento y tres veces como miembro de la Asamblea Legislativa. En 1977, con 25 años de edad, se convirtió en la ministra de gabinete más joven del estado de Haryana, en el norte de la India. También se desempeñó como ministra principal de Delhi del 13 de octubre de 1998 al 3 de diciembre de 1998.
Tras las elecciones generales de 2009, donde obtuvo un escaño por el distrito electoral de Vidisha, en Madhya Pradesh, el 21 de diciembre de 2009 fue nombrada lideresa de la oposición en el Lok Sabha. Mantuvo este puesto hasta mayo de 2014, cuando su partido ganó en las elecciones generales de ese año.